# BioOne
BioOneとは生物学、生態学、環境科学に関する171冊の査読された学術雑誌と書籍で構成されているオンライン全文データベースである。収載されている出版物には129もの科学学会、博物館、独立系出版局が出版したものが含まれている。BioOneが収集した著作物の35%はBioOne自身によってオンライン専用に公開されており、72%が科学情報研究所によってランク付けされている。
2000年にアメリカ合衆国生体科学研究所、Scholarly Publishing and Academic Resources Coalition (SPARC)、カンザス大学、グレーター・ウェスタン・ライブラリー・アライアンス、アレン・プレスの5団体による共同でワシントンD.C.にて501(c)(3)の非営利団体としてBioOneは設立された。設立の原動力となったのは科学、技術、医療に関する商業出版の代替手段という主要学術関係者間の共通の願望だった。購読料収入の半分が参加出版社間で分けられる。